# Weisweil
Weisweil é um município da Alemanha, no distrito de Emmendingen, na região administrativa de Friburgo, estado de Baden-Württemberg.